# Brachyntheisogryllacris nigritibia
Brachyntheisogryllacris nigritibia är en insektsart som beskrevs av Heinrich Hugo Karny 1937. Brachyntheisogryllacris nigritibia ingår i släktet Brachyntheisogryllacris och familjen Gryllacrididae. Inga underarter finns listade i Catalogue of Life.